# 张家港北站
张家港北站是沪苏通铁路的一个中间站，位于中华人民共和国江苏省苏州市张家港市南丰镇民乐村，距张家港市区14千米，距乐余镇3千米。车站是货运中间站，站内设有2条正线和3条到发线。车站货场初期占地185亩，内设货物线两条。配套物流园规划用地总面积260.58公顷，包括制造业物流基地、建筑材料定制配送基地、专业商贸物流配送中心、张家港北站ICD中心。为培育物流市场，拟先行开发300亩。